# Twix
Twix és una xocolatina en barra amb caramel feta per Mars, Inc., que consisteix en una galeta aplicada amb altres cobertures i recobriments de rebosteria (normalment de caramel i xocolata amb llet). Trobem Twix  envasades d'una en una (mida mini i snack), en paquets de dos (mida estàndard) o de quatre barres (mida king) en un embolcall.

## Història

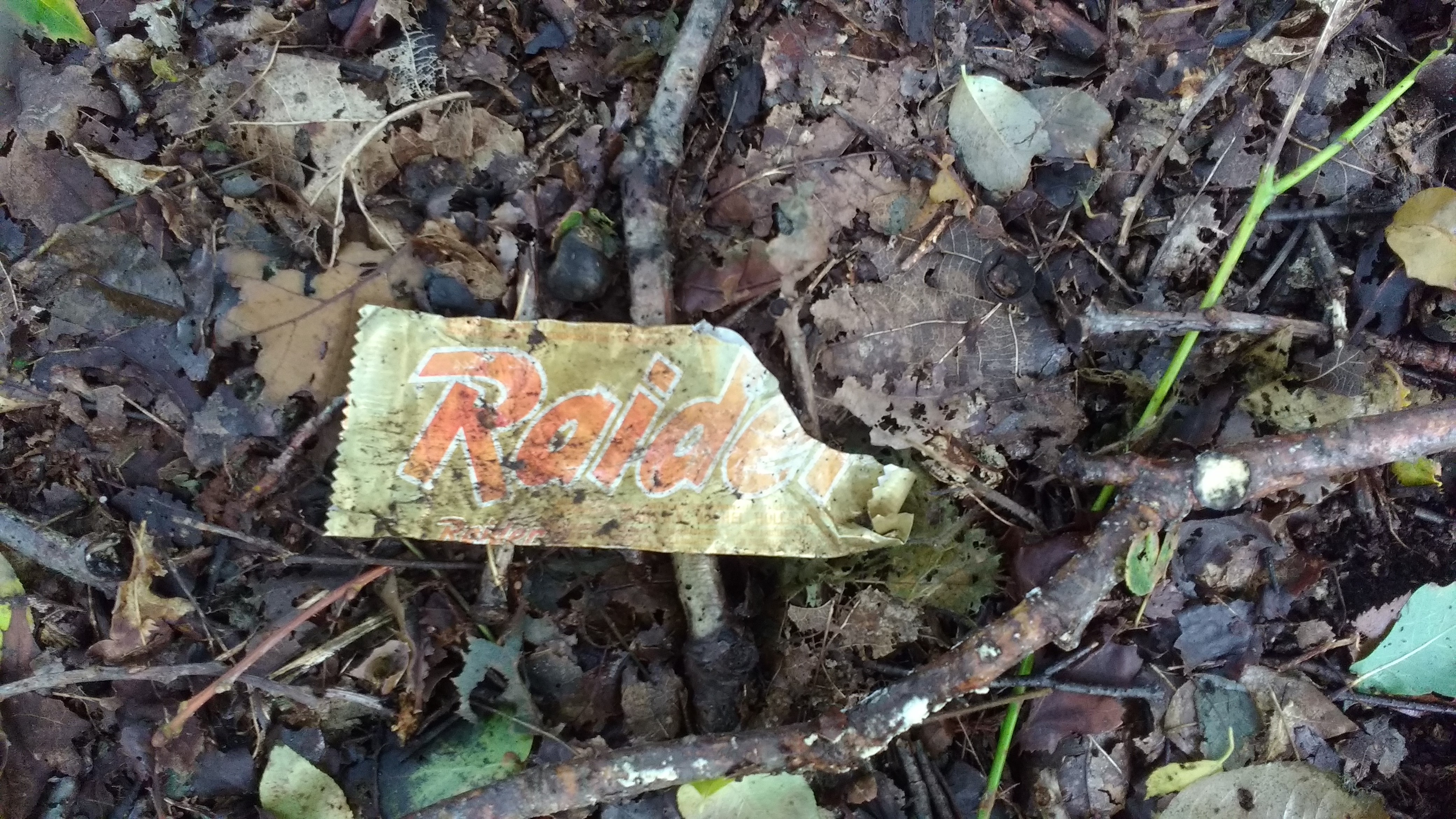
Embolcall Raider de 1989, trobat com a escombraries

Twix es va produir per primera vegada al Regne Unit el 1967, i va arribar als Estats Units el 1976, va tornar a arribar-hi el 1979. El nom és un acrònim de «twin sticks» (pals  bessons en català). Twix es va anomenar Raider a  durant molts anys abans que el seu nom es canviés el 1991 a la major part d'Europa. El 2000 va acabar de canviar al nom a Dinamarca, Finlàndia, Noruega, Suècia i Turquia, per coincidir amb la marca internacional que es coneix ara. La marca Raider va ressuscitar per a les edicions retro venudes a Alemanya el 2009, als Països Baixos; a Bèlgica el 2015 i a Suïssa a finals del 2023.

## Producció
Les barres Twix per al mercat nord-americà es fabriquen a Cleveland, Tennessee (Estats Units), juntament amb M&M's. Per a mercats globals com Europa i Àfrica es produeixen a Veghel, Països Baixos, ⁣ juntament amb les barres de Mars i altres bombons de Mars, Incorporated .

## Publicitat
Del 1990 al 2001, l'actor i mestre d'arts marcials Chuck Norris va aparèixer en anuncis publicitaris de Twix com a portaveu de la xocolatina. Va aparèixer en esdeveniments seleccionats i va sortir a la campanya publicitària de Twix. El 2012, Twix va llançar una campanya anomenada «Pick a Side» (tria una costat). La campanya va crear una rivalitat entre els dos «costats» de la barra Twix, que es fabriquen en diferents fàbriques. Cada barra va rebre el seu propi embalatge, etiquetat com a «Right Twix» (Twix dret) o «Left Twix» (Twix esquerre), tot i que ambdues cares són idèntiques i es fan a la mateixa línia d'envasament.

## Productes Twix

### Barres

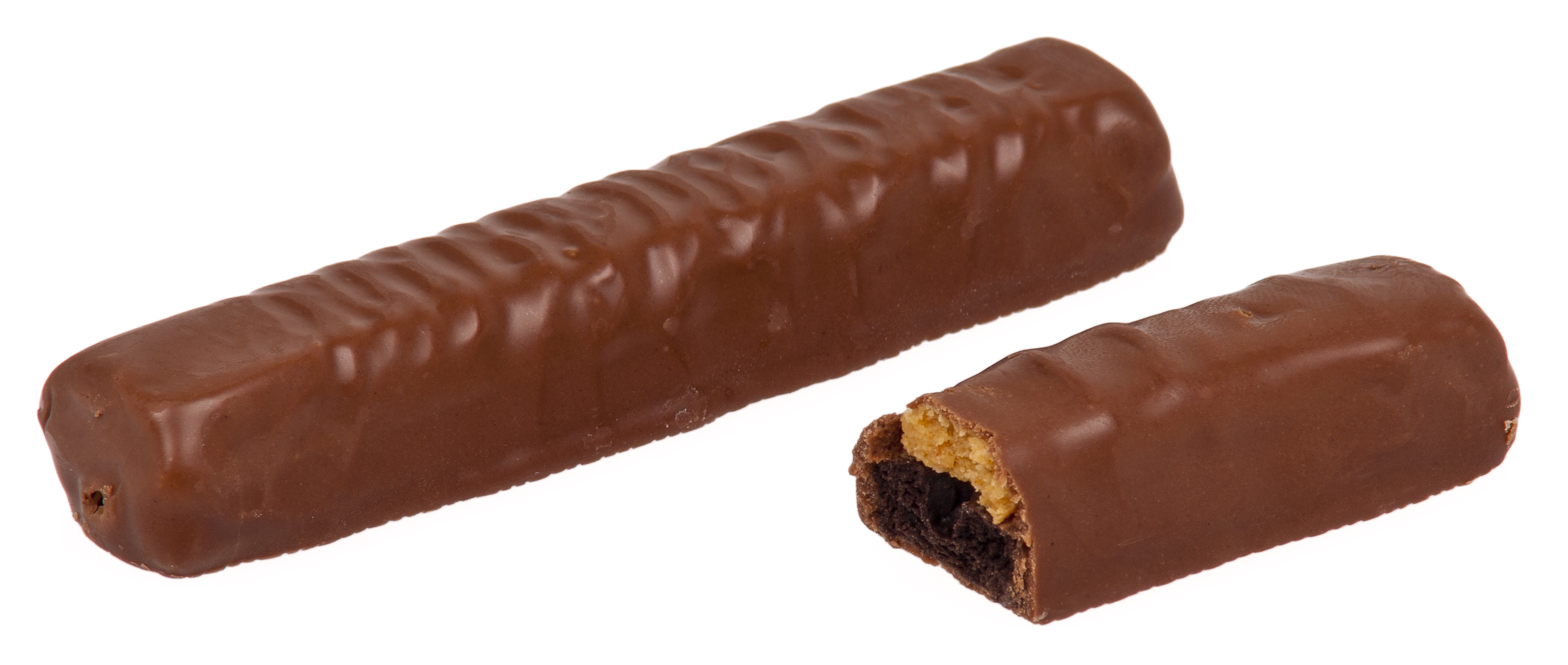
Twix de crema de cacauet sense embolicar

Als Estats Units d'Amèrica podem trobar els següents tipus de xocolatines Twix.
- La xocolatina Twix es va presentar el 1976 i es va reintroduir el 1979. Està feta de xocolata, caramel i un cruixent de galetes.
- Twix Peanut Butter (crema de cacauet) es va presentar el 1983. És una barra de caramel que consisteix en una galeta de xocolata farcida de crema de cacauet en lloc de caramel.
- Twix Salted Caramel (caramel salat) és una variació de la barra Twix original. Té una galeta de xocolata, però en comptes de tenir un centre de caramel habitual, el té de caramel salat.
- Twix Cookies & Creme  (galetes i crema) es va presentar el 1991. Es tracta d'una barra de xocolata formada per una barra de xocolata amb trossos de cookies i una crema blanca que substitueix el caramel.
- Twix Ice Cream Bar  (barra de gelat) és una xocolatina congelada creada per Mars Incorporated. Consisteix en gelat de vainilla recobert de caramel i després envoltat de xocolata amb llet.
- Twix 100 Calories és una barra de caramel que consisteix en una galeta coberta d'aquest amb un recobriment de xocolata. Té 100 calories per porció.
- Twix Cookie Dough és una variació de la clàssica barra de xocolata Twix. Té un centre de massa de galetes en comptes del caramel tradicional, i està cobert de xocolata amb llet.

### Productes descatalogats
- Twix Chocolate Fudge és una barra de caramel feta per Mars, Inc. Té un centre de torró de caramel, fons de galetes de xocolata i un recobriment de xocolata amb llet.

### Baixada del contingut per unitat
Com molts articles d'ultraprocessats, Twix ha estat acusada de fer les seves xocolatines més petites, en comptes d'augmentar el cost d'una barra, Mars, Incorporated ha reduït la mida d'aquesta. L'acusació es basa en el fet que la mida de la xocolatina Twix ha disminuït amb el temps, mentre que el preu s'ha mantingut igual.

## En la cultura popular
En un episodi de la sèrie americana Seinfeld titulat "The Dealership", bona part de l'episodi se centra en els intents fallits de George Costanza d'extreure una barra Twix d'una màquina expenedora. A més, una broma recurrent a l'episodi és que la gent confon un bar Twix amb un bar de la Cinquena Avinguda de Nova York. No obstant això, George insisteix que «Twix és l'única barra de llaminadures amb galetes cruixents».